# Élections partielles à la 7e Douma d'État russe
Des élections législatives partielles se déroulent en septembre 2019 en Russie simultanément avec les élections régionales et municipales. La vacance du siège doit être supérieure à 85 jours, faute de quoi l’élection est repoussée en 2020.

## Tableau de Synthèse
| Circonscription | Date              | Député sortant       | Parti | Parti                             | Cause         | Député élu              | Parti | Parti                                       |
| --------------- | ----------------- | -------------------- | ----- | --------------------------------- | ------------- | ----------------------- | ----- | ------------------------------------------- |
| Kingissepp      | 10 septembre 2017 | Sergueï Narychkine   |       | Russie unie                       | Nouveau poste | Sergueï Iakhniouk       |       | Russie unie                                 |
| Briansk         | 10 septembre 2017 | Vladimir Joutenkov   |       | Russie unie                       | Démission     | Boris Païkine           |       | Parti libéral-démocrate de Russie           |
| Saratov         | 9 septembre 2018  | Oleg Grichtchenko    |       | Russie unie                       | Décès         | Olga Alimova            |       | Parti communiste de la fédération de Russie |
| Zavoljski       | 9 septembre 2018  | Vladimir Vassiliev   |       | Russie unie                       | Nouveau poste | Sergueï Veremeïenko     |       | Russie unie                                 |
| Balachov        | 9 septembre 2018  | Mikhaïl Isaïev       |       | Russie unie                       | Nouveau poste | Ievgueni Primakov       |       | Russie unie                                 |
| Nijni Novgorod  | 9 septembre 2018  | Vladimir Panov       |       | Russie unie                       | Nouveau poste | Dmitri Svatkovsky       |       | Russie unie                                 |
| Kaliningrad     | 9 septembre 2018  | Alexeï Silanov       |       | Russie unie                       | Nouveau poste | Alexandre Iarochouk     |       | Russie unie                                 |
| Amour           | 9 septembre 2018  | Ivan Abramov         |       | Parti libéral-démocrate de Russie | Démission     | Andreï Kouzmine         |       | Parti libéral-démocrate de Russie           |
| Samara          | 9 septembre 2018  | Nadejda Kolesnikova  |       | Russie unie                       | Démission     | Alexandre Khinchtein    |       | Russie unie                                 |
| Novgorod        | 8 septembre 2019  | Alexandre Korovnikov |       | Russie unie                       | Décès         | Iouri Bobrychev         |       | Russie unie                                 |
| Komsomolsk      | 8 septembre 2019  | Sergueï Fourgal      |       | Parti libéral-démocrate de Russie | Nouveau poste | Ivan Piliaïev           |       | Parti libéral-démocrate de Russie           |
| Serov           | 8 septembre 2019  | Sergueï Bidonko      |       | Russie unie                       | Nouveau poste | Anton Chipouline        |       | Russie unie                                 |
| Orel            | 8 septembre 2019  | Nikolaï Kovaliov     |       | Russie unie                       | Décès         | Olga Pilipenko          |       | Russie Unie                                 |
| Seimsky         | 13 septembre 2020 | Viktor Karamychev    |       | Russie unie                       | Nouveau poste | Alexeï Zolotarev        |       | Russie unie                                 |
| Lermontovsky    | 13 septembre 2020 | Leonid Levine        |       | Russie juste                      | Nouveau poste | Alexandre Samokoutiaïev |       | Russie juste                                |
| Iaroslavl       | 13 septembre 2020 | Alexandre Gribov     |       | Russie unie                       | Nouveau poste | Andreï Kovalenko        |       | Russie unie                                 |
| Nijnekamsk      | 13 septembre 2020 | Ayrat Khairullin     |       | Russie unie                       | Décès         | Oleg Morozov            |       | Russie unie                                 |

## 10 Septembre 2017

### Kingissepp
| Candidat | Candidat             | Parti                   | Voix   | %     |
| -------- | -------------------- | ----------------------- | ------ | ----- |
|          | Sergueï Iakhniouk    | Russie unie             | 61 420 | 61,6% |
|          | Nikolaï Kouzmine     | Parti communiste        | 11 269 | 11,3% |
|          | Marina Lioubouchkina | Russie juste            | 6 942  | 7,0%  |
|          | Natalia Krouglova    | Parti libéral démocrate | 5 198  | 5,2%  |
|          | Andreï Chirokov      | Parti des retraités     | 3 714  | 3,7%  |
|          | Sergueï Gouliaïev    | Iabloko                 | 3 138  | 3,2%  |
|          | Konstantin Joukov    | Communistes de Russie   | 3 040  | 3,0%  |
|          | Valeri Chikarenko    | Rodina                  | 1 109  | 1,1%  |
|          | Serik Ourazov        | Patriotes de Russie     | 758    | 0,7%  |

### Briansk
| Candidat | Candidat              | Parti                   | Voix   | %     |
| -------- | --------------------- | ----------------------- | ------ | ----- |
|          | Boris Païkine         | Parti libéral démocrate | 93 794 | 52.0% |
|          | Sergueï Gorelov       | Parti de la croissance  | 17 120 | 9.5%  |
|          | Alexandre Kouprianov  | Parti communiste        | 16 911 | 9.3%  |
|          | Sergueï Koursenko     | Russie juste            | 11 123 | 6.2%  |
|          | Vladimir Vorojtsov    | Parti des retraités     | 8 814  | 4.9%  |
|          | Konstantin Kasaminsky | Patriotes de Russie     | 6 928  | 3.8%  |
|          | Olga Matokhina        | Iabloko                 | 6 746  | 3.7%  |
|          | Sergueï Malinkovitch  | Communistes de Russie   | 6 159  | 3.4%  |
|          | Nikolaï Alexeïenko    | Rodina                  | 4 890  | 2.7%  |

## Septembre 2018

### Saratov
| Candidat | Candidat               | Parti                   | Voix   | %     |
| -------- | ---------------------- | ----------------------- | ------ | ----- |
|          | Olga Alimova           | Parti communiste        | 35 400 | 47.1% |
|          | Dmitri Pianykh         | Parti libéral démocrate | 12 499 | 16.6% |
|          | Svetlana Berezina      | Russie juste            | 10 101 | 13.4% |
|          | Alexandre Kargopolov   | Parti des retraités     | 7 934  | 10.6% |
|          | Alexandrer Grichantsov | Communistes de Russie   | 5 310  | 7.1%  |
|          | Ksenia Sverdlova       | Iabloko                 | 4110   | 5.5%  |

### Zavoljsky[3]
| Candidat | Candidat            | Parti                   | Voix   | %     |
| -------- | ------------------- | ----------------------- | ------ | ----- |
|          | Sergueï Veremeïenko | Russie unie             | 47 263 | 48.5% |
|          | Vadim Soloviov      | Parti communiste        | 27,177 | 27.9% |
|          | Leonid Boulatov     | Parti libéral démocrate | 15,706 | 16.1% |
|          | Sergueï Iourovski   | Russie juste            | 13,521 | 13.9% |
|          | Alexandre Grichine  | Parti des retraités     | 11,620 | 11.9% |
|          | Ilia Kleïmenov      | Communistes de Russie   | 9,301  | 9.5%  |

### Balachov[3]
| Candidat | Candidat              | Parti                   | Voix    | %     |
| -------- | --------------------- | ----------------------- | ------- | ----- |
|          | Ievgueni Primakov Jr. | Russie unie             | 104 227 | 67.5% |
|          | Ielena Chanina        | Communistes de Russie   | 18 481  | 12.0% |
|          | Stanislav Denissenko  | Parti libéral démocrate | 11 575  | 7.5%  |
|          | Nadejda Skvortsova    | Russie juste            | 9 722   | 6.3%  |
|          | Ielena Tcherviakova   | Parti des retraités     | 6 505   | 4.2%  |
|          | Ilya Kozliakov        | Iabloko                 | 2 312   | 1.5%  |
|          | Sergueï Slepchenko    | Indépendant             | 1 590   | 1.0%  |

### Nijni Novgorod[3]
| Candidat | Candidat           | Parti                   | Voix   | %     |
| -------- | ------------------ | ----------------------- | ------ | ----- |
|          | Dmitri Svatkovsky  | Russie unie             | 80 993 | 50.2% |
|          | Nikolaï Riabov     | Parti communiste        | 38 185 | 23.7% |
|          | Tatiana Grinevitch | Russie juste            | 18 444 | 11.4% |
|          | Alexeï Krouglov    | Parti libéral démocrate | 15 968 | 9.9%  |
|          | Oleg Rodine        | Iabloko                 | 7 665  | 4.8%  |

### Kaliningrad[3]
| Candidat | Candidat            | Parti                   | Voix   | %     |
| -------- | ------------------- | ----------------------- | ------ | ----- |
|          | Alexandre Iarochouk | Russie unie             | 32 185 | 42.0% |
|          | Igor Revine         | Parti communiste        | 18 206 | 23.8% |
|          | Ievgueni Michine    | Parti libéral démocrate | 11 023 | 14.4% |
|          | Olga Kouzemskaïa    | Parti des retraités     | 5 538  | 7.2%  |
|          | Konstantin Dorochok | Russie juste            | 5 212  | 6.8%  |
|          | Alexandre Orlov     | Communistes de Russie   | 4 408  | 5.8%  |

### Amur[3]
| Candidat | Candidat          | Parti                   | Voix   | %     |
| -------- | ----------------- | ----------------------- | ------ | ----- |
|          | Andreï Kouzmine   | Parti libéral démocrate | 61 301 | 33.7% |
|          | Tatiana Rakoutina | Parti communiste        | 57 396 | 31.5% |
|          | Kirill Zimine     | Russie juste            | 26 170 | 14.4% |
|          | Guennady Gamza    | Communistes de Russie   | 20 556 | 11.3% |
|          | Galina Nikischina | Parti des retraités     | 16 676 | 9.2%  |

### Samara[3]
| Candidat | Candidat             | Parti                   | Voix    | %     |
| -------- | -------------------- | ----------------------- | ------- | ----- |
|          | Alexandre Khinchtein | Russie unie             | 117 726 | 60.2% |
|          | Mikhaïl Abdalkine    | Parti communiste        | 29 868  | 15.3% |
|          | Vadim Baïkov         | Communistes de Russie   | 15 288  | 7.8%  |
|          | Roman Sinelnikov     | Parti libéral démocrate | 13 318  | 6.8%  |
|          | Alexandre Goussev    | Russie juste            | 12 478  | 6.4%  |
|          | Igor Iermolenko      | Iabloko                 | 6 758   | 3.5%  |

## Septembre 2019

### Novgorod
| Candidat | Candidat            | Parti                                  | Voix   | %    |
| -------- | ------------------- | -------------------------------------- | ------ | ---- |
|          | Iouri Bobrychev     | Russie unie                            | 40,293 | 35,4 |
|          | Nina Ostanina       | Parti communiste                       | 23,154 | 20,3 |
|          | Dmitri Ignatov      | Russie juste                           | 14,745 | 13,0 |
|          | Anna Tcherepanova   | Iabloko                                | 9,153  | 8.0% |
|          | Alexeï Tchoursinov  | Parti libéral démocrate                | 7,366  | 6.5% |
|          | Olga Iefimova       | Parti communiste de la justice sociale | 6,144  | 5.4% |
|          | Alexandre Grichine  | Parti des retraités                    | 3,621  | 3.2% |
|          | Dmitri Pereviazkine | Communistes de Russie                  | 2,483  | 2.2% |
|          | Dmitri Tarassov     | Parti de la croissance                 | 2,131  | 1.9% |

### Komsomolsk
| Candidat | Candidat              | Parti                   | Voix   | %     |
| -------- | --------------------- | ----------------------- | ------ | ----- |
|          | Ivan Piliaïev         | Parti libéral démocrate | 65,596 | 39.1% |
|          | Nikolaï Platochkine   | Parti communiste        | 41,398 | 24.7% |
|          | Viktoria Tsyganova    | Russie unie             | 17,901 | 10.7% |
|          | Tatiana Iaroslavtseva | Russie juste            | 7,887  | 4.7%  |
|          | Nikolaï Ievseïenko    | Parti des retraités     | 5,637  | 3.7%  |
|          | Andreï Petrov         | les Verts               | 5,167  | 3.1%  |
|          | Vladimir Titorenko    | Communistes de Russie   | 4,898  | 2.9%  |
|          | Vladimir Vorobiov     | Rodina                  | 3,420  | 2.0%  |
|          | Andreï Chvetsov       | Parti de la croissance  | 3,020  | 1.8%  |
|          | Oleg Kotov            | Patriotes de Russie     | 2,989  | 1.8%  |

### Serov
| Candidat | Candidat              | Parti                   | Voix   | %     |
| -------- | --------------------- | ----------------------- | ------ | ----- |
|          | Anton Chipouline      | Russie unie             | 46 015 | 41,6% |
|          | Alexeï Korovkine      | Russie juste            | 26 583 | 24,0% |
|          | Gabbas Daoutov        | Parti communiste        | 15 276 | 13,8% |
|          | Ievgenia Tchoudnovets | Parti libéral démocrate | 8 280  | 7,5%  |
|          | Irina Skatchkova      | Iabloko                 | 3 999  | 3,6%  |
|          | Dmitri Zenov          | Communistes de Russie   | 3 700  | 3,3%  |
|          | Igor Rouzakov         | Les verts               | 2 157  | 2,0%  |

### Orel
| Candidat | Candidat            | Parti                   | Voix    | %     |
| -------- | ------------------- | ----------------------- | ------- | ----- |
|          | Olga Pilipenko      | Russie unie             | 152,073 | 53,6% |
|          | Ivan Dynkovitch     | Parti communiste        | 45,303  | 16,0% |
|          | Oleg Timokhine      | Parti des retraités     | 23,165  | 8,2%  |
|          | Roman Neverov       | Parti libéral démocrate | 16,724  | 5,9%  |
|          | Valeri Tchoudo      | Iabloko                 | 12,929  | 4,6%  |
|          | Rouslan Perelyguine | Russie juste            | 10,169  | 3,6%  |
|          | Mikhaïl Orlov       | Communistes de Russie   | 9,909   | 3,5%  |
|          | Sergueï Kouznetsov  | Rodina                  | 5,281   | 1,9%  |